# Kaapvaalkraton

Het Kaapvaalkraton in het huidige Zuidelijk Afrika.

Het Kaapvaalkraton is – samen met het Pilbarakraton in Australië – een van de oudste stukken aardkorst. De gesteenten van dit kraton zijn 3,6-2,5 miljard jaar (Ga) oud. Het centrum van het kraton ligt in de huidige Zuid-Afrikaanse provincie Limpopo. Overeenkomsten in de oude gesteentelagen, vooral die uit het late Archeïcum, doen vermoeden dat het Kaapvaal- en het Pilbarakraton ooit onderdeel waren van een en hetzelfde continent dat men Vaalbara noemt.
Het Kaapvaalkraton beslaat een gebied van ongeveer 1,2 miljoen km2 en grenst aan het Zimbabwekraton ten noorden van de Limpopogordel. Naar het zuiden en westen wordt het begrensd door Proterozoïsche orogenen en naar het oosten door het Lebombo-gebergte dat Jurassisch stollingsgesteente omvat dat samenhangt met het uiteenvallen van Gondwana.

## Ontstaansgeschiedenis
Het kraton werd tussen 3,7 en 2,6 Ga geleden gevormd en stabiliseerde de continentale korst in een vroege fase van magmatisme die samenhing met de vorming van vulkanische eilandbogen. Het kraton is een mengsel van terreinen uit het vroege Archaïcum (ca. 3,0-3,5 Ga), vnl. groensteengordels en granitische gneis, en oudere tonalitische gneiss (ca. 3,6-3,7 Ga), met intrusies van een aantal granitische dieptegesteenten (3,3-3,0 Ga).
In de tijd erna (3,0-2,7 Ga) heeft er waarschijnlijk een botsing met een eilandboog plaatsgevonden die leidde tot bedekking met dikke lagen vulkanisch en sedimentair gesteente. Daarna vond er een aantal episodes van riftvorming plaats die de Gaborone-Kanye- en Ventersdorpreeksen vormden. Korst uit het vroege Archaïcum is alleen aan de oostkant van het kraton goed ontsloten.
Rond 2,8-2,5 Ga ontstond de 250 km brede Limpopogordel, waar zich een gebergte verhief op de aanhechting van het Kaapvaal- en het Zimbabwekraton, waarbij het Kalaharikraton ontstond. De gordel is een in oostnoordoostelijke richting lopende zone van granulitische faciestektonieten die de terreinen van de beide begrenzende kratons scheidt.

## De groensteengordel van Barberton
De gordel van Barberton, gelegen in het Makhonjwagebergte, is gelegen aan de oostelijke rand van het Kaapvaalkraton. De gordel is bekend om zijn goudmineralisatie en voor zijn komatiieten, een ongewoon ultramafisch vulkanisch gesteente genaamd naar de rivier de Komati die door het gebied stroomt. De gesteentes die hier aangetroffen worden behoren met een leeftijd van 3,57 tot 3,21 miljard jaar tot de oudste die op onze planeet te vinden zijn. Zij bevatten tevens enkele van de oudste sporen van leven op Aarde. Alleen de gesteentes van de Isuagordel in westelijk Groenland zijn nog ouder.
Het Barbertongebied onderging twee perioden van terreinaccretie rond 3,5 en 3,2 Ga geleden. Er zijn aanwijzingen dat de vorming van het continent hier eerst begon door de aaneenhechting van een aantal kleinere protocontinentale blokken.

## De Hooggenoeg Formation van de Barbertongordel
De felsische eenheden van de Hooggenoeg Formation vertonen grote overeenkomst met de Panorama Formation van de groensteengordel van Coppin Gap in West-Australië die ook uit het vroege Archeïcum stamt. Het geologische raamwerk, de petrografie en geochemische bijzonderheden, zoals de concentraties aan sporenelementen suggereren dat de formaties een gemeenschappelijke oorsprong hebben en ondersteunen daarmee de hypothese van een paleocontinent Vaalbara dat rond 3,45 Ga geleden bestaan zou hebben.

## De koepel van Johannesburg
In het centrale deel van het Kaapvaalkraton ligt de koepel van Johannesburg, die bestaat uit granietrotsen (vnl. trondheimiet en tonaliet) die mafische-unltramafische groensteen binnengedrongen zijn. Dateringen gebaseerd op de U-Pb verhouding in zirkoonkristallen geven een leeftijd van 3340 ± 3 miljoen jaar. Dit vertegenwoordigt de oudste granietfase tot dusver gevonden. Ten zuidoosten worden grijze granodiorieten aangetroffen die met hun 3121 ± 5 miljoen jaar wat jonger zijn, wat wel laat zien dat het kraton een vrij lange en bewogen ontstaansgeschiedenis moet hebben gekend. Het is waarschijnlijk geleidelijk aan gegroeid. Naar het noorden en westen toe vanuit de Barberton-Swazilandterreinen – zo'n 3,5 Ga oud – gerekend worden de gesteentes jonger.